# 吴中 (明朝尚书)
吳中（1373年—1442年），字思正，山東承宣布政使司東昌府武城縣（今山東省武城縣）人，明朝政治人物，官工部尚书、刑部尚书。
洪武年间，其担任營州後屯衛經歷。朱棣攻占大宁后归降。后以轉餉捍禦有功，升任右都御史。永乐五年（1407年），改为工部尚书。后跟从朱棣北征，之后改为刑部尚书。永乐十九年，其与夏原吉、方賓一同阻止朱棣最后一次北征，后下狱。明仁宗即位后，释放并恢复官职，兼管詹事府事，加升太子少保。宣德元年，跟从宣宗征讨乐安。两年后，因留用官方木石于中官楊慶做房宅，下狱并剥太子少保头衔，夺祿一年。正统六年，晋升太子少师。次年去世，追封茌平伯，謚榮襄。
吳中为人勤敏多計算，其在工部二十余年，包括北京城、長陵、獻陵、景陵均由其營造，建筑规划尽然有序。然而其不体恤工匠、又沉迷于声色，为当时舆论所鄙。
傳說吳中雖然貪財好色，卻也因極度懼內，而受到朝野的取笑。有一天，朝廷頒授誥命給吳中，其妻恰以誥命中「沒有半個廉字」來順道取笑其貪財的一面，吳中唯唯諾諾不敢言，這也致使當時的禮部教坊司更以這個真人真事編著《吳中畏內》一劇，令宣宗十分滿意、也為吳中感到同情，更因此在朝臣間轟動一時。